# James De Young
James De Young är en amerikansk astronom. 
Minor Planet Center listar honom som J. DeYoung och som upptäckare av en asteroid.
Den 19 april 1993 upptäckte han asteroiden 10819 Mahakala.